# Kněžice (zámek, okres Jihlava)
Zámek Kněžice stojí v Kněžicích, nad Kněžickým rybníkem, při silnici na Opatov. Je chráněn jako kulturní památka České republiky.

## Historie
Zámku předcházela tvrz, vystavěná Hrutovici v polovině 14. století. Její další osud je neznámý, pravděpodobně na konci 15. století zanikla. Pravděpodobně již krátce po zániku tvrze, nejpozději však v 80. letech 16. století zde nechali Brtničtí z Valdštejna vystavět zámeček obdélníkového tvaru se vstupní věží. Valdštejnům patřil až do Bílé hory. V roce 1623 se dostal zámek jako konfiskát po Zdenku Brtnickém z Valdštejna do rukou Rambalda XII. z Collalto e San Salvatore. V té době byl součástí brtnického panství a Rambaldo XII. za něj zaplatil 110 000 tolarů. Za Antonia Rambalda prošel úpravami, v 18. století barokní přestavbou, při které byly přistavěny obě boční věže. Na začátku 19. století byl klasicistně přestavěn. 
Drobné dispoziční úpravy prováděl kníže Emanuel Collalto, který si zámek oblíbil. Již předtím jej využíval k letním pobytům jeho strýc Alfons. Patrový zámeček byl tehdy vkomponovaný do dnes již z větší části neexistujících budov hospodářského dvora, které spolu s ním vytvářely čestný dvůr. Na severní straně se nacházel. Tehdy disponoval zámeček 23 místnostmi, které si Emanuel nechal renovovat a upravit. Nabízel pak pokoje pro hosty, salón, kulečníkový sál, lovecký sál a samotné knížecí apartmá. Navíc blízkost lesů umožňovala věnovat se lovu.
Majetek knížete Emanuela Collalto byl v novém Československu už v roce 1921 zařazen do první záborové etapy pozemkové reformy. Ještě před jejím ukončením kníže Emanuel 11. prosince 1924 ve Vídni zemřel. V roce 1924 došlo také ke zrušení fideikomisu a po složitém dědickém řízení mohl 28. července 1928 značně okleštěný majetek převzít Manfred Eduard Collalto. Ten se zabydlel se na zámku v Uherčicích a zrovna tak upravil pro trvalý pobyt i zámek v Kněžicích, kam se po roce 1927 uchýlil hrabě Eduard Mensdorff-Pouilly, manžel sestry Manfredova syna Oktaviana Collalta, se svou ženou Gisedlou, dcerou knížete Manfreda Collalto.
V roce 1945 byl Collaltům veškerý majetek zkonfiskován a na kněžickém hospodářském dvoře zřízen Státní statek.
Vyhláška Okresního Národního výboru v Jihlavě. Ve smyslu ustanovení par. 1. odst. la, b o dekretu presidenta republiky ze dne 21 června 1945 o konfiskaci a urychleném rozdělení zemědělského majetku Němců, jakož i zrádců a nepřátel českého a slovenského národa, konfiskuje se s okamžitou platností a bez náhrady platnosti a bez náhrady pro účely pozemkové reformy zemědělský majetek, jenž je ve vlastnictví těchto osob německé národnosti a nepřátel českého národa:...6. Oktavian Fürst von Collalto und San Salavatore v Brtnici, Kněžicích a Komárovicích...Upozorňuji zejména orgány státní a veřejné správy na tuto vyhlášku, aby tyto mohly včas uplatniti své případné požadavky s hlediska veřejného zájmu. Přihlášky o příděl půdy se podávají u místních Národních výborů, v jejichž obvodu jest zkonfiskovaný zemědělský majetek, které určí lhůtu k jejich podání. - Vedoucí ONV dr. Vacek
Kladivo a srp: časopis komunistické strany Československa na Jihlavsku, 22.07.1945

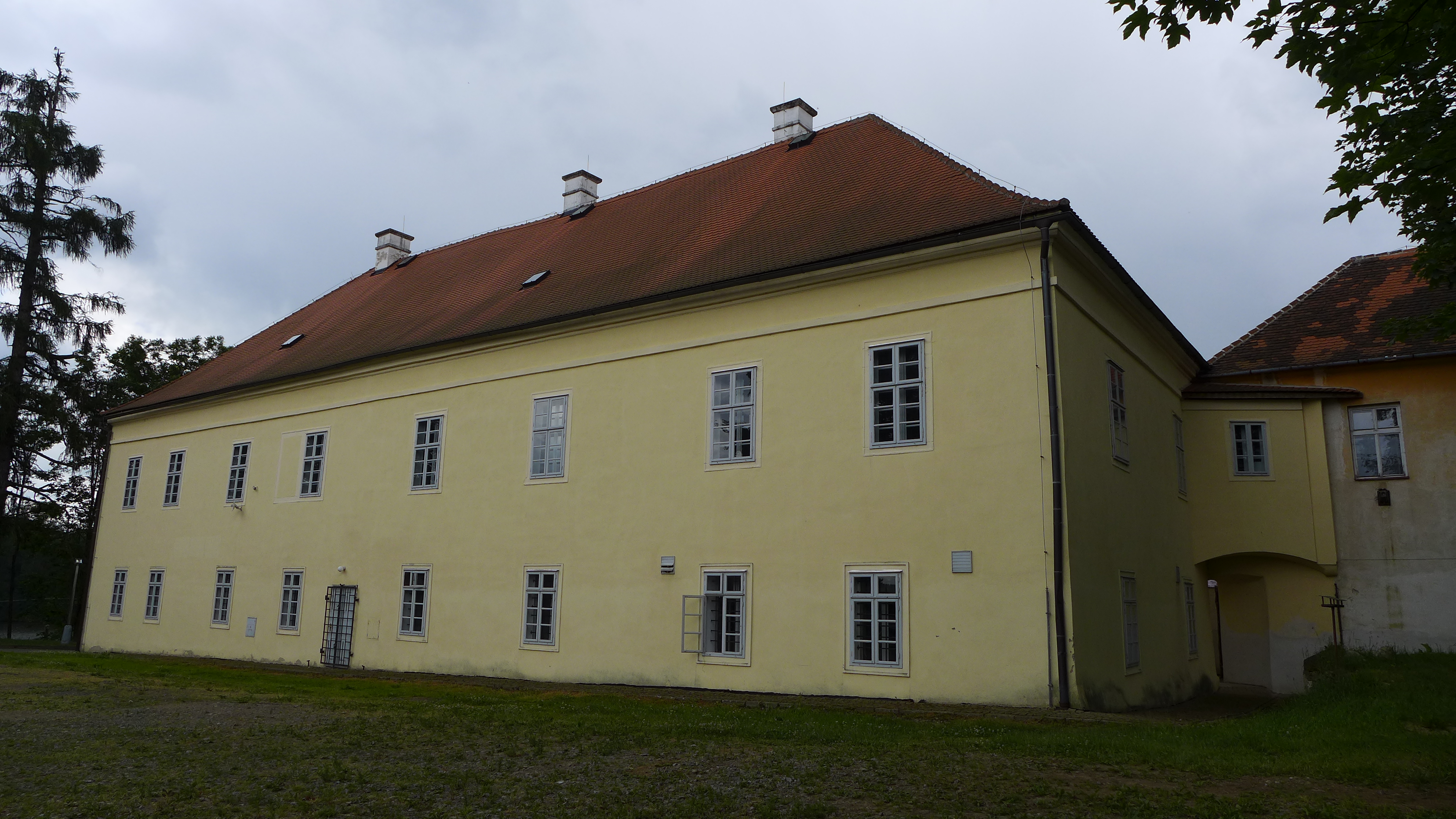
Severní fasáda zámku (směřující původně do zámeckého parku)

V roce 1958 vichřice těžce poškodila zbytky zámeckého parku, v němž navíc vyrostl kulturní dům (1974-1980). V 60. letech byla zbořena většina dvora, zbylé budovy byly použity na garáže autobusů. Po roce 1960 byl zámek upraven na kanceláře Zemědělského družstva, které jej dostalo do majetku. V roce 1972 bylo do zámku zavedeno ústřední topení. V roce 2000 jej zakoupila obec, která konečně zastavila chátrání zámku, který následně do října 2003 procházel kompletní rekonstrukcí. Dnes je zde sídlo obecního úřadu, restaurace a také muzeum se stálou expozicí: Živá a neživá příroda okolí Kněžic.

## Popis
Zámek dnes tvoří bloková patrová budova obdélného půdorysu se vstupní věží mimo osu vstupního průčelí a se dvěma rizality při jeho koncích. Střecha je valbová, na věži pak stanová.Budova je patrová, věž pak má další půlpatro, na němž byly umístěny hodiny (dnes chybí). Zámek původně obklopovaly budovy hospodářského dvora, z nichž jižní část byla zbořena. Večeřův Domopis v roce 1937 zdokumentoval starou lípu před zámkem. Z bývalého parku severně za hlavní budovou zámku se nedochovalo nic.